# Caucagua
Caucagua è una città del Venezuela situata nello Stato di Miranda e in particolare nel comune di Acevedo.